# Municipio de Newburg (Iowa)
El municipio de Newburg (en inglés: Newburg Township) es un municipio ubicado en el condado de Mitchell en el estado estadounidense de Iowa. En el año 2010 tenía una población de 408 habitantes y una densidad poblacional de 5,86 personas por km².

## Geografía
El municipio de Newburg se encuentra ubicado en las coordenadas 43°22′43″N 92°58′31″O / 43.37861, -92.97528. Según la Oficina del Censo de los Estados Unidos, el municipio tiene una superficie total de 69.63 km², de la cual 69,57 km² corresponden a tierra firme y (0,08 %) 0,06 km² es agua.

## Demografía
Según el censo de 2010, había 408 personas residiendo en el municipio de Newburg. La densidad de población era de 5,86 hab./km². De los 408 habitantes, el municipio de Newburg estaba compuesto por el 99,02 % blancos, el 0,49 % eran afroamericanos, el 0,25 % eran asiáticos, el 0,25 % eran de otras razas. Del total de la población el 0,25 % eran hispanos o latinos de cualquier raza.